# Felonie
Die Felonie bezeichnet einen schweren Verrat durch vorsätzlichen Bruch des Treueverhältnisses zwischen Lehnsherr und Lehnsmann (d. h. dem Lehnsträger).
Die ursprüngliche Wurzel des Wortes liegt im lateinischen fello (von fallere: täuschen, betrügen), dem Wort für einen Sklavenschinder, einen allgemein bösen Menschen. Fello ist wiederum der Ursprung für das französische félonie (von félon: eidbrüchig, Verräter), welches die gleiche Bedeutung wie das deutsche „Felonie“ hat. Hingegen bedeutet das englische Wort felony je nach Land und dem dort gültigen Recht, insbesondere in den USA, ein schweres Vergehen im Gegensatz zum leichteren Vergehen (misdemeanor).